# Kvillanudden
Kvillanudden är ett naturreservat i Gävle kommun i Gävleborgs län.
Området är naturskyddat sedan 1973 och är 2 hektar stort. Reservatet ligger på en rullstensås som bildar en udde i Dalälven och består av gammal betesmark och blandskog. Reservatet skapades för att skydda områdets bestånd av masurbjörk.